# Згорня Сливниця
Згорня Сливниця (словен. Zgornja Slivnica) — поселення в общині Гросуплє, Осреднєсловенський регіон, Словенія. Висота над рівнем моря: 468,8 м.